# Scott Sinclair
Scott Andrew Sinclair (* 26. März 1989 in Bath) ist ein englisch-jamaikanischer Fußballspieler, der als Stürmer für die Bristol Rovers aufläuft.

## Verein
Von seinem neunten Lebensjahr an spielte Sinclair für die Bristol Rovers, bei denen er bereits mit 15 Jahren sein Debüt in der englischen 4. Liga gab. Im Sommer 2005 verpflichtete ihn der FC Chelsea, allerdings ohne die Erlaubnis seines alten Arbeitgebers eingeholt zu haben, überhaupt mit ihm zu verhandeln. So wurde Chelsea im November 2005 dazu verurteilt, neben der ursprünglichen Abfindung von 160.000 Pfund weitere 750.000 Pfund an Bristol zu zahlen; außerdem wurden den Bristol Rovers 15 % der Einnahmen bei einem eventuellen Weiterverkauf Sinclairs zugesprochen. In der Saison 2005/06 spielte Sinclair 21-mal für das Jugendteam von Chelsea und erzielte 15 Tore, sodass er in die englische U17-Nationalmannschaft berufen wurde. Außerdem bestritt er sieben Spiele für Chelseas Reserveteam und traf dabei dreimal. Am 6. Januar 2007 wurde er für das FA-Cup-Spiel gegen Macclesfield Town erstmals ins Profiteam berufen, aber zunächst nicht eingesetzt. Fünf Tage später gab er sein Debüt im englischen Ligapokal gegen die Wycombe Wanderers. Damit war er Teil der Mannschaft die am Ende der Spielzeit diesen Pokal gewinnen konnte. Im Januar 2007 wurde er für fünf Monate an Plymouth Argyle verliehen, dessen Manager ihn bereits seit seiner Zeit bei den Bristol Rovers beobachtet hatte. Am 6. Mai 2007 stieß er wieder zum Team von Chelsea und bestritt gegen den FC Arsenal sein Liga-Debüt, bei dem er die letzten zehn Minuten für Shaun Wright-Phillips ins Spiel kam. Beim nächsten Spiel gegen Manchester United spielte er von Anfang an, verletzte sich aber nach einem Tackling von Wes Brown am Mittelfußknochen und fiel die restlichen Spiele aus. Im November wurde er erneut verliehen, zunächst an Queens Park Rangers, später an Charlton Athletic, Crystal Palace, Birmingham City und zuletzt Wigan Athletic. Zwischenzeitlich bestritt er auch noch eine Pokalpartie für Chelsea im siegreichen FA Cup 2008/09. Am 9. August 2010 wechselte Scott Sinclair zum walisischen Verein Swansea City, der zu dem Zeitpunkt in der zweiten englischen Liga spielte. In Swansea gelang Sinclair eine ausgezeichnete Saison mit 43 Spielen und 19 Toren, die ihn ins PFA Team of the Year der Football League Championship führte. Im Play-off-Finale im Londoner Wembley-Stadion gegen den FC Reading sicherte Sinclair am 30. Mai 2011 mit einem Hattrick beim 4:2 nach 3:0-Halbzeitführung den erstmaligen Aufstieg eines walisischen Klubs in die Premier League. Am 31. August 2012 wechselte Sinclair innerhalb der Liga zu Manchester City. Am 21. August 2013 wechselte Sinclair bis Saisonende auf Leihbasis zu West Bromwich Albion. Zur Saison 2014/15 kehrte Sinclair zu Manchester City zurück. Allerdings kam er nur zu zwei Ligaeinsätzen als Einwechselspieler, weshalb er am 30. Januar 2015 bis zum Saisonende auf Leihbasis zu Aston Villa wechselte. Im Sommer 2015 verpflichtete ihn Aston villa für 2,5 Mio. £ von Manchester City. Im August 2016 wechselte Sinclair nach Schottland zu Celtic Glasgow und unterschrieb einen Vierjahresvertrag. Er debütierte einen Tag nach seiner Verpflichtung, am 1. Spieltag der Scottish Premiership 2016/17 gegen Heart of Midlothian, als er für Stuart Armstrong eingewechselt wurde. Für Celtic erzielte er zudem im ersten Spiel den ersten Treffer zum 2:1-Auswärtssieg. In jedem seiner ersten fünf Ligaspiele erzielte Sinclair ein Tor was zuvor im Celtic-Trikot erst im Jahr 1922 Jimmy McGrory gelungen war. Sinclair erzielte seinen ersten Celtic-Hattrick am 2. April 2017, gegen Heart of Midlothian bei einem 5:0-Auswärtserfolg, der gleichbedeutend mit dem sechsten Gewinn in Folge der schottischen Meisterschaft war. Im selben Monat wurde Sinclair zu Schottlands Fußballer des Jahres gewählt. In den folgenden drei Jahren gewann er jeweils das Triple aus Meistertitel, Pokal und Ligapokal. Nach vier Jahren in Schottland kehrte Sinclair im Januar 2020 zurück nach England und unterschrieb einen Vertrag bei Preston North End. Dieser wurde im Sommer 2022 nicht mehr weiter verlängert und nach kurzer Vereinslosigkeit schloss sich Sinclair im folgenden Oktober dem Drittligisten Bristol Rovers an, wo vor 18 Jahren auch seine Profikarriere startete.

## Nationalmannschaft
Von 2005 bis 2011 bestritt Sinclair insgesamt 23 Partien für diverse englische Jugendnationalmannschaften und erzielte dabei einen Treffer. Dieser fiel am 24. März 2011 bei einem 4:0-Testspielerfolg der U-21-Auswahl gegen Dänemark. Kurze Zeit später nahm der mit der Mannschaft an der U-21-Europameisterschaft in Dänemark teil, schied jedoch nach der Vorrunde und drei absolvierten Spielen aus. Außerdem bestritt er vorher die U-19-Europameisterschaft 2008 in Tschechien und kam auch dort nicht über die Gruppenphase hinaus. Im Sommer 2012 nahm er dann mit der Olympiaauswahl Großbritanniens an den Sommerspielen in London teil. Hier war allerdings schon nach dem Viertelfinale Endstation, als man Südkorea mit 5:6 n. E. unterlag. Sinclair kam dabei in drei der vier Partien zum Einsatz und gab eine Vorlage.

## Erfolge
Verein
- Englischer Ligapokalsieger: 2007
- Englischer Pokalsieger: 2009
- Schottischer Meister: 2017, 2018, 2019, 2020
- Schottischer Pokalsieger: 2017, 2018, 2019
- Schottischer Ligapokal: 2017, 2018, 2019, 2020

Individuell
- Schottlands Fußballer des Jahres: 2017

## Privates
Scott Sinclair ist mit der englischen Schauspielerin Helen Flanagan (* 1990) verheiratet und hat mit ihr zwei Töchter und einen Sohn.